# Агвилар (Колорадо)
Агвилар (Колорадо) (енгл. Aguilar) град је у америчкој савезној држави Колорадо.

## Демографија
По попису из 2010. године број становника је 538, што је 55 (-9,3%) становника мање него 2000. године.
| Група             | 2000.       | 2010.       |
| Белци             | 298 (50,3%) | 269 (50,0%) |
| Афроамериканци    | 0 (0,0%)    | 1 (0,2%)    |
| Азијати           | 2 (0,3%)    | 0 (0,0%)    |
| Хиспаноамериканци | 276 (46,5%) | 248 (46,1%) |
| Укупно            | 593         | 538         |